# Vancouver-Nord
Pour les articles homonymes, voir Vancouver (homonymie).
Vancouver-Nord est une anciene circonscription électorale fédérale de la Colombie-Britannique, représentée de 1925 à 1949.
La circonscription de Vancouver-Nord est créée en 1924 avec des parties de Burrard et de Comox—Alberni. Abolie en 1947, elle est redistribuée parmi Burnaby—Richmond et Coast—Capilano.

## Géographie
En 1924, la circonscription de Vancouver-Nord comprenait:
- Une partie de la cité de Vancouver

## Députés
1. 1925-1926 — Dugald Donaghy, PLC
2. 1926-1930 — Alexander Duncan McRae, CON
3. 1930-1935 — Albert Edward Munn, CCF
4. 1935-1940 — Charles Grant MacNeill, CCF
5. 1940-1949 — James Sinclair, PLC

- CON = Parti conservateur du Canada (ancien)
- CCF = Co-Operative Commonwealth Federation
- PLC = Parti libéral du Canada